# Gopsani, Hungund
Gopsani là một làng thuộc tehsil Hungund, huyện Bagalkot, bang Karnataka, Ấn Độ.